# 9-1-1
9-1-1,  tudi napisano 911, je telefonska številka za klic v sili v severnoameriškem načrtu oštevilčenja (ang. North American Numbering Plan - NANP), ena od osmih N11 kod. Tako kot druge številke za klic v sili po vsem svetu je tudi ta številka namenjena uporabi v nujnih okoliščinah, uporaba v katere koli druge namene (na primer za lažne klice ali potegavščine) pa je v večini jurisdikcij kaznivo dejanje.
Na več kot 98% lokacij v Združenih državah Amerike, Mehiki in Kanadi bo klicanje s katerega koli telefona klicatelja povezalo s klicno službo za nujne primere, ki jo telekomunikacijska industrija imenuje klicna točka za javno varnost (ang. Public Safety Answering Point - PSAP) in katera lahko v nujnih primerih pošlje intervencijske službe na lokacijo klicatelja. V približno 96 odstotkih ZDA deluje izboljšani sistem 9-1-1, ki samodejno poveže številke klicateljev s fizičnim naslovom.
Na Filipinih je telefonska številka za nujne primere 9-1-1 javnosti na voljo od 1. avgusta 2016, čeprav je bila najprej na voljo v mestu Davao. Je prva tovrstna v azijsko-pacifiški regiji. Nadomešča pa prejšnjo številko za klic v sili 117, ki se je uporabljala zunaj mesta Davao.
Od leta 2017 se v Mehiki uporablja sistem 9-1-1, kjer se trenutno izvaja implementacija v različnih mehiških zveznih državah in občinah.
999 se med drugim uporablja v Bangladešu, Singapurju, Maleziji, Hongkongu, Združenem kraljestvu in številnih britanskih ozemljih. 112 je ekvivalentna številka za klic v sili, ki se uporablja v Evropski uniji in v različnih drugih državah. V ZDA nekateri telekomunikacijski operaterji, vključno z AT&T, številko 112 povežejo na številko za klic v sili 9-1-1.  000 se uporablja v Avstraliji. 1-0-8 se v Indiji uporablja za splošne nujne primere. 1-0-0 je številka policije v Indiji, Izraelu in Grčiji. 1-0-1 je številka gasilcev v Indiji in številka nujne medicinske pomoči v Izraelu. 1-0-2 je številka nujne medicinske pomoči v Indiji in številka gasilcev v Izraelu.